# Persiraja Banda Aceh
Persiraja Banda Aceh ist ein Fußballverein aus Bandah Aceh, Indonesien. Der Verein aus der teilautonomen Provinz Aceh wurde am 28. Juli 1957 gegründet und spielt aktuell in der höchsten Liga des Landes, der Liga 1. Seine Heimspiele trägt der Verein im 45.000 Zuschauer fassenden Harapan Bangsa Stadion aus.
Seit 2020 spielt der Verein zum ersten Mal in der höchsten indonesischen Spielklasse, nachdem man sich in der Saison 2019 als Drittplatzierter der Playoffs der Liga 2 den einen Aufstiegsplatz sichern konnte. 

## Ehemalige Spieler
Patrick Ghigani (2011–2012)